# Ballarini
Ballarini – włoska firma zajmująca się produkcją garnków oraz patelni. Założona w 1889 roku przez Paolo Ballariniego, od którego nazwiska otrzymała swoją nazwę. Od 2012 roku firma posiada swoją filię w Polsce.

## Historia
W 1889 roku Paolo Ballarini założył w mieście Rivarolo Mantovano przedsiębiorstwo pod nazwą "Ballarini Paolo e Figli S.p.A.". W tym samym roku otworzył swoją pierwszą fabrykę, zajmującą się produkcją przedmiotów metalowych, takich jak klatki dla ptaków czy naczynia o przeznaczeniu kuchennym. W kolejnych latach władzę nad firmą przejął syn Paolo, Angelo Ballarini, który podjął kilka strategicznych decyzji, dotyczących kwestii technologicznych, a mających ogromny wpływ na późniejsze funkcjonowanie firmy. Najpierw, w 1924 roku, rozpoczęto budowę kolejnej fabryki, zaś już po zakończeniu II wojny światowej, zainwestowano w produkcję elementów wykonywanych z aluminium oraz emaliowanej blachy. W 1960 przedsiębiorstwo zostało zreformowane, skupiając się od tej pory wyłącznie na wytwarzaniu naczyń kuchennych, pokrytych powłoką non-stick.
W kolejnych latach kierownictwo nad firmą obejmowali synowie Angelo – Carlo, Sandro oraz Emilio. W 1980 Ballarini podpisało umowę z koncernem DuPont, który od tego czasu dostarczał teflon, wykorzystywany do nanoszenia na naczynia powłok teflonowych. Po kilku latach firma zamieniła je na własne, opatentowane powłoki pod nazwą Keravis.

## Produkcja
Ballarini jest jedną z najbardziej liczących się firm w Europie pod względem wielkości produkcji, wytwarzając rocznie ponad 12 milionów sztuk swoich produktów. 30 procent wytworzonych towarów trafia na rynek Niemiecki, który to kraj jest największym klientem firmy. Niemniej, Ballarini dystrybuuje wytwarzane przez siebie naczynia kuchenne na terytoria wszystkich pięciu kontynentów. Łącznie, 74% rocznej produkcji jest eksportowane poza granice Włoch. Firma zatrudnia w sumie 250 osób, które pracują w fabryce w Rivarolo Mantovano.

## Nagrody
W listopadzie 2012 roku sygnowany przez Ballarini projekt dla dzieci "Cucinando s'impara" otrzymał wyróżnienie na 12. gali grandesignEtico International Award. W styczniu 2013 roku produkowana przez firmę kolekcja garnków ServInTavola otrzymała nagrodę Horeca24 Innovation of the Year 2013, sygnowaną przez włoską grupę wydawniczą Gruppo 24 Ore. Miesiąc później Ballarini zdobyło pierwsze miejsce w kategorii Best Green Style podczas organizowanej przez Messe Frankfurt gali Home Style Award, która miała miejsce na prestiżowych targach Interior Lifestyle China.